# Leśniki (Nowe Kramsko)
Leśniki – przysiółek wsi Nowe Kramsko w Polsce, położony w województwie lubuskim, w powiecie zielonogórskim, w gminie Babimost.
W latach 1975–1998 przysiółek administracyjnie należał do województwa zielonogórskiego.
W okresie Wielkiego Księstwa Poznańskiego (1815-1848) miejscowość wzmiankowana jako folwark Leśny należała do wsi mniejszych w ówczesnym powiecie babimojskim rejencji poznańskiej. Folwark Leśny należał do babimojskiego okręgu policyjnego tego powiatu i stanowił część majątku Koligi (Kuligowo), którego właścicielem było miasto Babimost. Według spisu urzędowego z 1837 roku folwark Leśny liczył 13 mieszkańców, którzy zamieszkiwali trzy dymy (domostwa).